# 邊洵
邊洵（1511年—？），字文允，直隸河間府任丘縣人，官籍，明朝政治人物。

## 生平
嘉靖十六年（1537年）丁酉科順天鄉試第九十一名舉人，二十三年（1544年）中式甲辰科會試第一百八十一名，三甲第一百三十二名進士。官至陝西副使。

## 家族
曾祖邊銓，百戶；祖父邊宏，百戶；父邊偉，運使。母劉氏（封宜人）。永感下。兄邊清、邊浦，從兄邊涔、邊沆。